# Ordinácia v ružovej záhrade
Ordinácia v ružovej záhrade je slovenský televizní seriál, který je inspirovaný českým seriálem Ordinace v růžové zahradě. Vysílala ho televize Markíza od roku 2007 do června 2012.

## Formát
Ordinácia v ružovej záhrade přibližuje divákovi svět medicíny, a to příběhy lékařů, sester a pacientů na gynekologicko-porodnickém oddělení v neznámém městě a soukromé ordinaci. Protagonisty jsou i rodinní příslušníci, přátelé, partneři a pacientky. Děj se odehrává v současnosti, klade se důraz na psychologii a autenticitu případů. Šanci dostávají i mnozí slovenští herci a mediálně známé osoby.